# Борцага, Эгидиус
Эгидиус Борцага (нем. Ägidius Borzaga; 1802 — 15 ноября 1858 года) — австрийский виолончелист.
С 1837 г. играл в оркестре Венской придворной капеллы. Одновременно с 1836 г. выступал в составе струнного квартета Леопольда Янсы; в 1840 г. в одном из камерных концертов квартета участвовал, вместе с композитором, в премьерном исполнении песни Франца фон Зуппе «Любовное наваждение» (нем. Liebeswahn), встретившем восторженный отзыв критики. В новом составе квартета Янсы, сложившемся в 1845 г., не участвовал, выступая в этот период в квартете графа Чарторыйского, которым руководил Йозеф Майзедер. Однако после того, как в 1849 г. три других участника квартета вместе с новой первой скрипкой составили Квартет Хельмесбергера, Янса вновь пригласил Борцага для совместных выступлений, продлившихся, однако, всего несколько месяцев: после прощального концерта 13 января 1850 г. Янса уехал на гастроли в Великобританию, где вынужден был по политическим причинам остаться. Спустя пять лет Борцага был приглашён уже в Квартет Хельмесбергера и выступал с ним до конца жизни. Вместе с тем выступал и в составе Венского филармонического оркестра, в котором был лидером противостояния первому руководителю оркестра Отто Николаи.